# Phare de Chicago Harbor Southeast Guidewall
Le phare de Chicago Harbor Southeast Guidewall (en anglais : Chicago Harbor Southeast Guidewall Light), est un phare sur une jetée au sud de l'entrée de la  rivière Chicago sur le lac Michigan dans l'État de l'Illinois aux États-Unis.

## Historique
Ce phare a été installé en 1938 pour marquer l'entrée de la rivière Chicago et une voie navigable menant au fleuve Mississippi. Le phare a été construit en 1912 sous le nom de phare de Kewaunee Pierhead dans le nord-est du Wisconsin. Il a été remplacé à Kewaunee en 1931 et entreposé au dépôt du phare de Milwaukee en attendant d'être installé à Chicago.

## Description

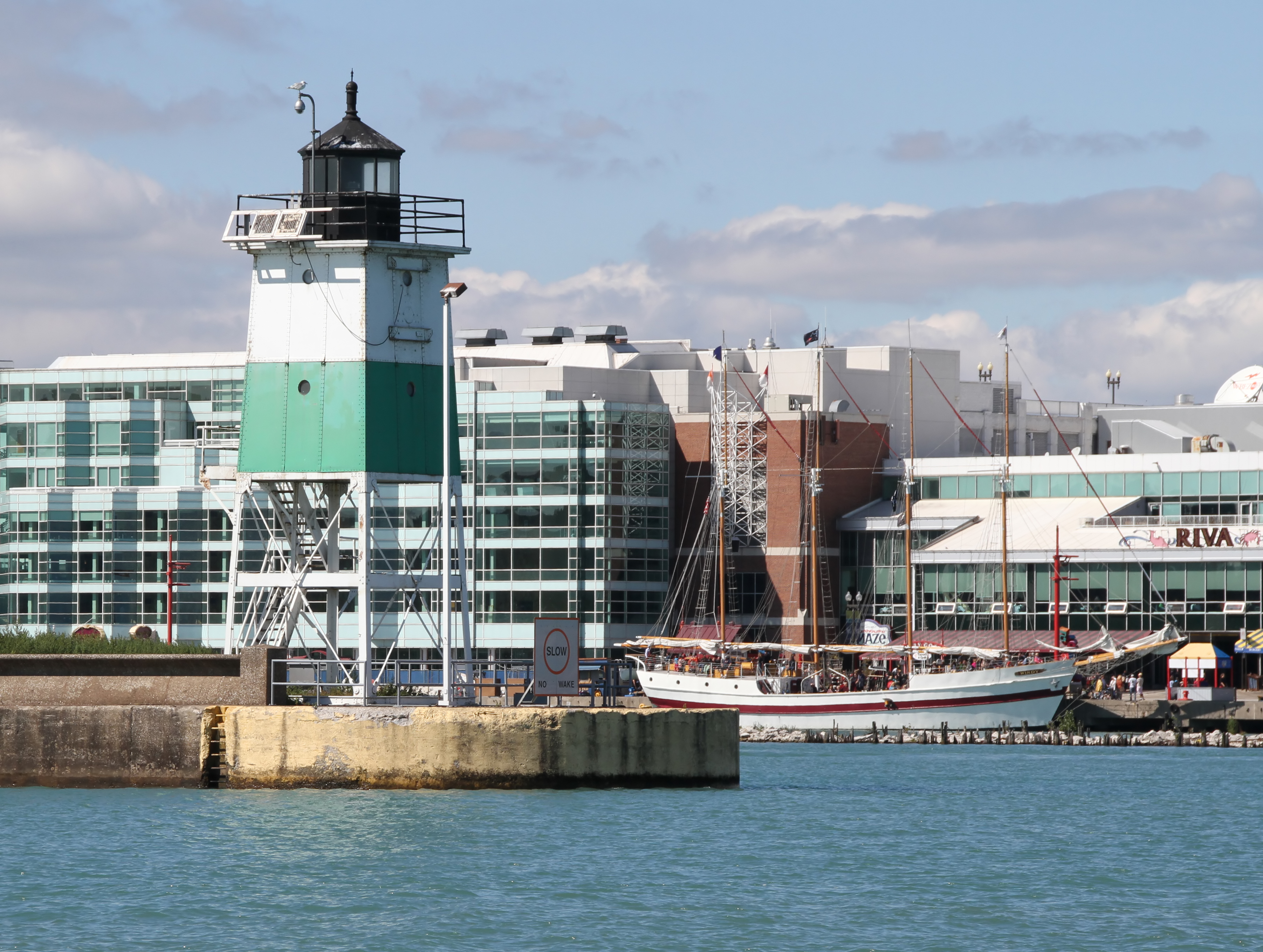
phare

Le phare  est une tour métallique pyramidale à claire-voie de 9 m de haut, avec sa moitié supérieure fermée avec galerie et lanterne. Le phare est peint en blanc avec une bande verte et la lanterne est noire.
Son feu isophase émet, à une hauteur focale de 14,5 m, une lumière blanche durant 3 secondes par période de 6 secondes. Sa portée est de 8 milles nautiques (environ 15 km).

## Caractéristiques dufeu maritime
Fréquence : 6 secondes (W)
- Lumière : 3 secondes
- Obscurité : 3 secondes

Identifiant : ARLHS : USA-930 ; USCG :  7-20000 .

### Lien connexe
- Liste des phares de l'Illinois